# Юз-Оба
Юз-Оба — багатий могильник 4 — 3 століття до н.е. грецького міста Пантікапей поблизу сучасної Керчі. Досліджувався з 1858 року.
Більша частина курганів була розкопана в середині — 2-й половині 19 ст. й виявилася непограбованою, що дало змогу детально вивчити не тільки архітектуру поховальних споруд, але й характер поховального ритуалу. Переважну більшість досліджених тут пам’яток представлено підкурганними
склепами з уступчастим перекриттям, які датуються переважно 4 ст. до н. е. — періодом найвищого піднесення Боспорського царства. Поховання здійснювалося здебільшого за обрядом тілопокладання, але є і поодинокі могили, де небіжчиків було спалено (Павлівський курган).
Часто померлих ховали в дерев’яних різних саркофагах, які є високохудожніми витворами античного прикладного мистецтва.
Серед поховального інвентарю знайдено багато прикрас з коштовних металів, а також ін. речі, які свідчать про те, що в могильнику ховали в першу чергу представників найвищого прошарку боспорського суспільства або членів
царських родин. У курганах відмічено залишки поминальних бенкетів (тризни). За своїм етнічним походженням усі ці поховання, за поодинокими винятками, належали представникам грецької та сильно  еллінізованої верхівки населення Пантікапея.

## Опис
Поховання в склепах з уступчастим склепінням з кам'яних плит і дромосом або в камерах з пласкою стелею без дромосу (коридору) під високими земляними насипами (висота 8 — 12 м, окружність 160 — 200 м). У склепах знайдено різьблені, мальовані або інкрустовані дерев'яні саркофаги, золоті прикраси бронзові дзеркала, чорно- і червонофігурні вази.